# Lakhsass

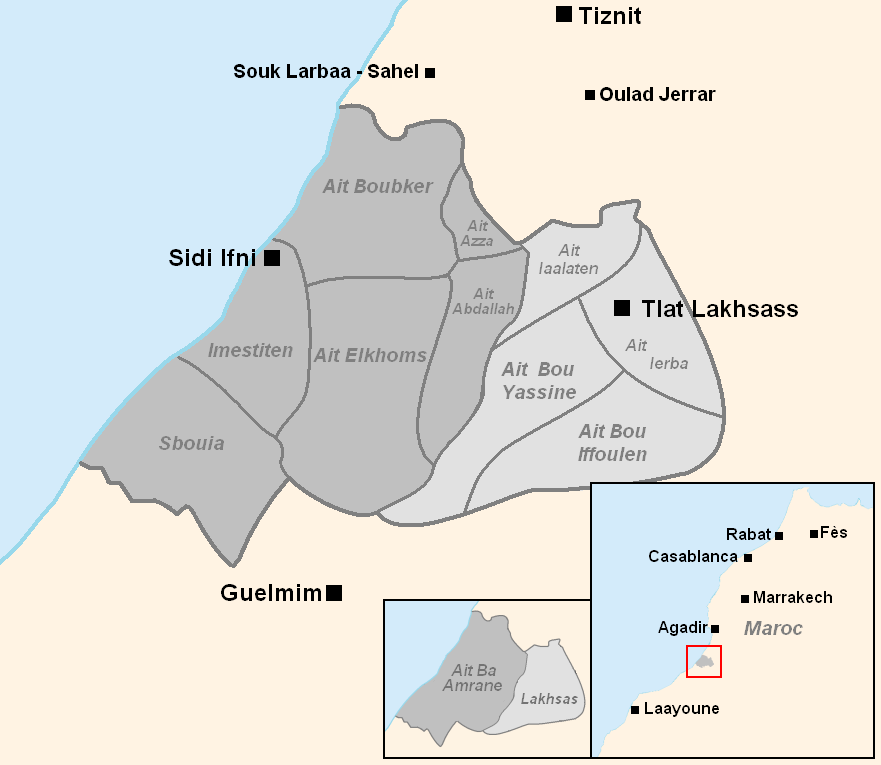
Mapa dels Aït Baamrane i dels Lakhsass

Els lakhsass són una tribu d'amazics marroquins, establerta al Souss a un territori corresponent a l'oest del cercle de Lakhsass. Es compon de quatre fraccions.
La tribu de Lakhsass està estretament lligada a la confederació dels Aït Baâmrane pel leff del Tagzoult.

## Fraccions i territoris
La tribu dels Lakhsass és present essencialment a l'oest del cercle homònim, als municipis de Lakhssas, Sidi M'barek i Sidi Hssain Ou Ali. Està dividida en 4 fraccions:
- Aït Bou Yassine, al centre del territori de la comuna de Sidi M'barek ;
- Aït Bou Iffoulen, al voltant de la vila de Bouizakaren, al sud del territori de la comuna de Sidi Hssain Ou Ali ;
- Aït I'arba, al voltant de la vila de Lakhsass i al nord del territori de la comuna de Sidi Hssain Ou Ali ;
- Aït I'laten, al nord del territori de la comuna de Sidi M'barek.